# Undalulu
Undalulu – według Sumeryjskiej listy królów drugi władca należący do dynastii z Akszak. Dotyczący go fragment brzmi następująco:
„Undalulu (z Akszak) panował przez 6 lat”.